# Eurytominae
Eurytominae Walker, 1832, è la più vasta sottofamiglia della famiglia degli Euritomidi (Hymenoptera: Chalcidoidea). Al suo interno si annoverano specie parassitoidi o fitofaghe.

## Morfologia
Gli Euritomini hanno antenne con flagello composto da 9 articoli (un anello, funicolo di 5 segmenti, clava di 3 segmenti). Nei maschi il funicolo può anche ridursi a 4 segmenti. Le antenne sono inserite sempre più in alto rispetto al margine ventrale degli occhi. Il quarto tergite del gastro è più lungo di tutti gli altri (ad eccezione di Bruchophagus, nel quale il 3° tergite può essere anche più lungo del 4°.
Le ali anteriori hanno in genere la vena submarginale 5-6 volte più lunga di quella marginale, mentre vena postmarginale e stigmale hanno la stessa lunghezza della marginale o sono più brevi.

## Biologia
Il comportamento degli Euritomini è decisamente eterogeneo, comprendendo anche forme fitofaghe obbligate o facoltative.
I fitofagi obbligati appartengono ai generi: Bephratelloides, Bruchophagus, Cathilaria,  Evoxystoma, Eurytomocharis, Systole e Tetramesa. Secondo la specie sono galligene oppure si sviluppano all'interno dei semi.
La maggior parte degli Euritomidi è tuttavia rappresentata da specie parassitoidi ectoparassite di larve di Coleotteri, Ditteri Tefritidi e Cecidomidi, Imenotteri Cinipedi e Lepidotteri. Rare sono le forme endoparassite, appartenenti al genere Sycophila, associate a Imenotteri galligeni (Cinipedi).
Fra i parassitoidi possono comparire anche forme facoltative che si sviluppano come fitofaghe secondarie e commensali di Imenotteri Cinipedi e Agaonidi oppure infeudate a piante del genere Ficus. Talvolta la fitofagia facoltativa è associata mutazione del comportamento nel corso dello sviluppo postembrionale, con passaggio dal parassitoidismo alla fitofagia o viceversa.
I parassitoidi sono quasi sempre solitari, tuttavia sono presenti in Eurytoma anche forme gregarie su bruchi di Lepidotteri. In una di queste specie è stato descritto anche un caso di multiparassitismo obbligato e cleptoparassitismo: la femmina, infatti, depone le uova solo attraverso il foro di ovideposizione, praticato in precedenza da una femmina di Crisidide sul bozzolo del lepidottero.
Esistono infine specie iperparassite associate a Icneumonidi e Braconidi su ospiti primari rappresentati per lo più da fitofagi minatori.

## Sistematica
La sottofamiglia degli Euritomini comprende oltre 1300 specie ripartite fra circa 70 generi:
- Acantheurytoma
- Agriotoma
- Aiolomorphus
- Aplatoides
- Aranedra
- Austrodecatoma
- Ausystole
- Axanthosoma
- Axanthosomella
- Axima
- Aximogastra
- Aximogastroma
- Aximopsis
- Banyoma
- Bephrata
- Bephratelloides
- Bephratoides
- Bruchodape
- Bruchophagus
- Burksoma
- Cathilaria
- Chryseida
- Chryseurytoma
- Conoaxima
- Endobia
- Eudoxinna
- Eurytoma
- Eurytomaria
- Eurytomocharis
- Exeurytoma
- Ficomila
- Foutsia
- Fronsoma
- Gibsonoma
- Giraultoma
- Heimbrella
- Hexeurytoma

- Homodecatoma
- Houstonia
- Isosomodes
- Isosomorpha
- Mangoma
- Masneroma
- Mesoeurytoma
- Neobephrata
- Neoeurytomaria
- Nikanoria
- Paradecatoma
- Philippinoma
- Philolema
- Phleudecatoma
- Phylloxeroxenus
- Plutarchia
- Prodecatoma
- Prodecatomoidea
- Proseurytoma
- Pseudosystole
- Pseudotetramesa
- Rāmānuja
- Ramdasoma
- Risbecoma
- Stigmeurytoma
- Striateurytoma
- Subbaella
- Syceurytoma
- Sycophila
- Systole
- Systolema
- Tenuipetiolus
- Tetramesa
- Tetramesella
- Townesoma
- Xanthosomodes
- Zerovella